# リバーサイドタワー中之島
リバーサイドタワー中之島（リバーサイドタワーなかのしま）は、大阪府大阪市福島区福島3丁目の堂島川右岸に建つ超高層マンションである。

## 概要
2007年に建設が開始され、2010年に竣工した。分譲ではなく賃貸向けの超高層マンションとなっている。デザインは森田恭通が担当している。
所在地は元来の福島でも中之島でもなく堂島であるが、堂島川左岸の京阪中之島線中之島駅に近接していることもあり、中之島と称している。

## 交通機関

### 鉄道
- 京阪中之島線中之島駅 徒歩5分
- JR東西線新福島駅 徒歩7分
- JR大阪環状線福島駅 徒歩9分
- 阪神電車福島駅 徒歩7分

## 近隣施設
- ほたるまち
- 大阪国際会議場
- 朝日放送
- リーガロイヤルホテル